# Магнат

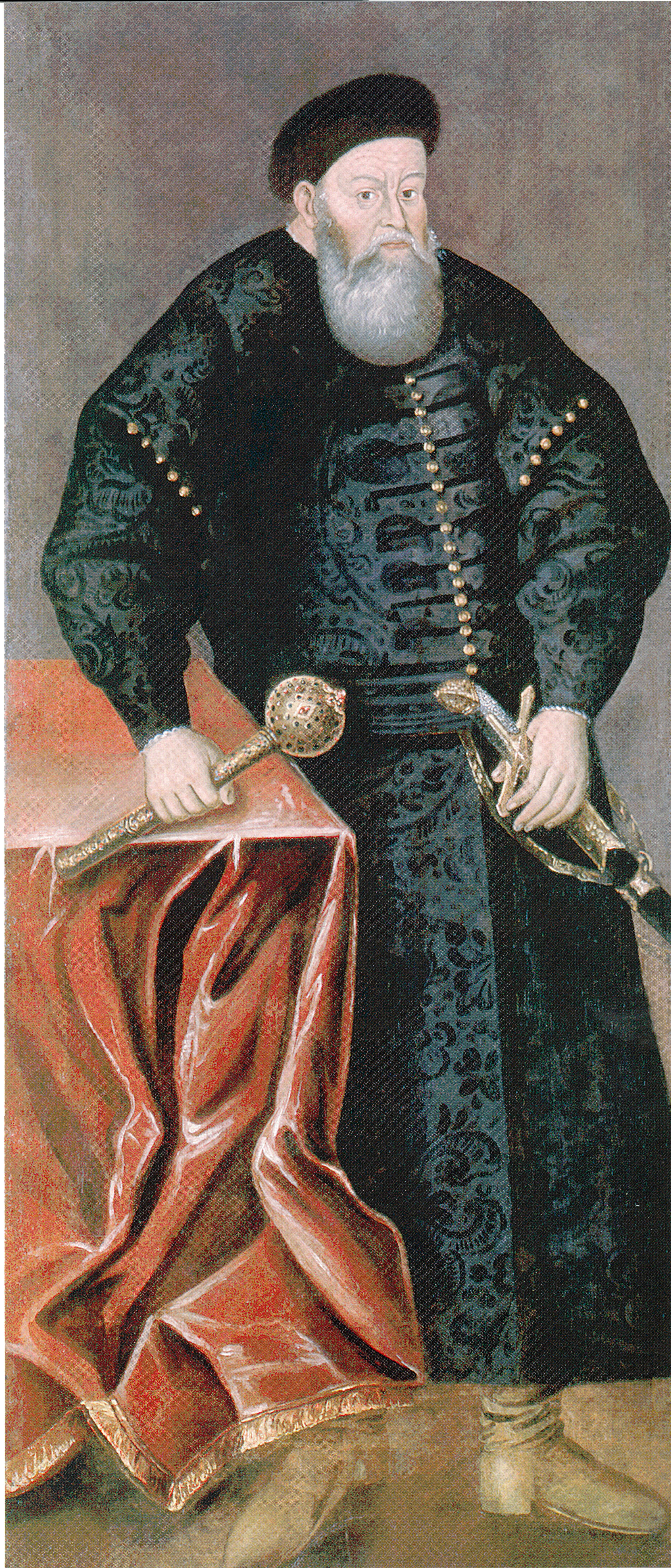
Український магнат Костянтин Іванович Острозький

Магна́т (лат. magnus — великий) — можновладець, вельможа, князь.  
Людина високого соціального стану, шляхетського походження чи багата (великий землевласник, представник родової й багатої знаті). У середньовіччі — назва вищих землевласників і воєначальників вище барони: графи, герцоги, князі та територіальні принци. У переносному значенні — великий власник, багатій, олігарх.

## Іспанія і Португалія
- Гранди

## Італія
У середньовіччі в італійських містах-республіках (Венеція, Флоренція, Генуя) правили династії багатих магнатів, олігархів (Борджа, Медічі, Сцевола).

## Україна та Річ Посполита
У Великому князівстві Литовському, Руському і Жемантійському, в шляхетській республіці Речі Посполитій (Польща, Литва, Україна, Білорусь) та на початках Козацької держави магнатами називалися духовні і світські сенатори або державні радники (радні пани) і знатне шляхетство.
Інші назви: князі, королев'ята, славне панство, велике панство, ясновельможні, зацне панство, великоімениті тощо.

## Угорщина
В Угорщині так звали представників знатних дворянських родів, князів, графів і баронів, які, згідно з Конституцією, мали спадкове право на участь в представництві і збиралися в особливій палаті (стіл магнатів, високий стіл — угор. felső ház).

## Японія
- Магнат (Японія)

Провінційні або регіональні володарі в домодерній Японії XIV—XIX століття. Представники найбільших шляхетних і найзаможніших самурайських родів, голови територіальних уділів. У період Едо усі землевласники, прибуток яких перевищував 10 000 коку, називалися магнатами. Також — даймьо.